# Haïk Bjichkian
Haïk Bjichkian (en arménien : Հայկ Բժշկյան), connu également sous le nom Gaya Dmitriévitch Gaï (en russe : Гая Дмитриевич Гай), né le 6 février 1887 à Tabriz et mort le 11 décembre 1937, est un combattant soviétique d'origine arménienne de la guerre civile russe ainsi que de la guerre soviéto-polonaise.

## Biographie
Haïk Bjichkian est né à Tabriz en Iran, d'une famille d'enseignants. Sa mère était persane et son père était un socialiste arménien (membre du parti social-démocrate Hentchak) qui avait trouvé refuge en Perse durant les années 1880. À l'adolescence il retourne en Russie et devient journaliste à Tbilissi où il étudie au séminaire théologique arménien. Il fait également cinq ans en prison pour des activités révolutionnaires avant d'être enrôlé en 1914. Haïk Bjichkian est affecté sur le front turc où sa bravoure lui vaut plusieurs distinctions dont la Croix de Saint-Georges (3e et 4e classe) et l'Ordre de Sainte-Anne. Capturé par les Turcs, il s'échappa et revient en Russie à la veille de la Révolution russe. Pendant la Première Guerre mondiale, Bjichkian est élevé au rang de capitaine. Il devient également bolchevik. Il passe commandant en 1918.
Il combat durant la guerre soviéto-polonaise au rang de commandant. Par la suite, il devient commissaire du peuple de l'armée et de la marine de la RSS d'Arménie et plus tard un conférencier et chercheur en histoire militaire. De 1924 à 1925, il dirige une garnison militaire à Minsk.
Il a reçu deux fois l'Ordre du Drapeau rouge.

## Arrestation et décès
En juin 1935, il est renvoyé de toutes ses fonctions. Le 3 juillet 1935, il est arrêté et accusé de « création d'une organisation militaro-fasciste au sein de l'Armée rouge ». Le 15 octobre 1935, Bjichkian est condamné par le conseil spécial du NKVD à cinq ans dans des camps de détention. 
Il passe deux ans en détention. Le 11 décembre 1937, lors des Grandes Purges, Bjichkian est abattu. Ses écrits sont déclarés politiquement dangereux et bannis. Après la mort de Staline, il est réhabilité le 21 janvier 1956 et restauré dans le parti à titre posthume.

## Hommages
- La ville de Gai a ainsi été baptisée en son honneur[3].